# Caleta del Centro
La caleta del Centro (51°31′S 58°16′O / -51.517, -58.267) es una entrada de mar que se encuentra en la zona noreste de la isla Soledad del archipiélago de las Malvinas. Administrativamente pertenece al departamento Islas del Atlántico Sur de la provincia de Tierra del Fuego, Antártida e Islas del Atlántico Sur.
Esta pequeña caleta se localiza al sudoeste de la península de San Luis y está en el interior de la Bahía de la Maravilla (o Bahía del Aceite); entre la ensenada de Vuelta Perruca y la caleta del Nordeste. Además se ubica al oeste de  Puerto Soledad y al norte de la isla Verde y del Rincón del Zaino.